# Haag (Leonding)
Haag ist mit 5447 Einwohnern (Stand 2024) der bevölkerungszweitreichste Stadtteil von Leonding.

## Geografie
Der Stadtteil liegt zwischen zwei wichtigen Bahnstrecken: im Norden verläuft die Westbahn, im Osten die Pyhrnbahn. Im Süden grenzt Haag an den Leondinger Stadtteil St. Isidor und im Westen an Hart.

## Geschichte
Die Geschichte Haags und vor allem die steigende Bevölkerungszahl der letzten Jahre ist eng verbunden mit der Geschichte des „großen“ Nachbarstadtteils Hart. Als Ersatz für die dortigen mittlerweile gesprengten Hochhäuser wurden in Haag mehrere Hundert Ersatzwohnungen gebaut und von den ehemaligen Bewohnern der Hochhäuser bezogen.

## Infrastruktur
Ebenso wie der Nachbarstadtteil Hart ist Haag verkehrstechnisch sehr gut erschlossen: Seit August 2011 verläuft durch Haag die Linzer Straßenbahnlinie 3. Mitten durch Haag verläuft die Kremstal Straße B139.